# Tetragnatha laqueata
Tetragnatha laqueata este o specie de păianjeni din genul Tetragnatha, familia Tetragnathidae, descrisă de Ludwig Carl Christian Koch în anul 1872. Conform Catalogue of Life specia Tetragnatha laqueata nu are subspecii cunoscute.